# Acacia acinacea
Acacia acinacea, é um arbusto florido. É nativo do sudeste da Austrália e vive em média 15 anos. Esta espécie de acácia é tolerante à seca e geada. Também é conhecido como acácia de grinalda ou acácia de folha redonda.

## Descrição
Este arbusto pode ter um hábito espesso ou irregular e normalmente cresce a uma altura de cerca de 2.5 m (8 ft 2 in). Possui ramificações glabras ou pilosas que são anguladas nas extremidades. Como a maioria das espécies de acácia, tem filódios em vez de folhas verdadeiras. Os filódios perenes glabros ou peludos geralmente têm uma forma oblonga-elíptica assimétrica, amplamente obovada ou circular, e têm um comprimento de 0.4 to 1.5 cm (0.16 to 0.59 in) e uma largura de 0.079 to 0.315 in (2 to 8 mm) com uma nervura central obscura ou ausente. Floresce, geralmente prolificamente, entre julho e novembro, produzindo flores esféricas com diâmetro de 0.16 to 0.18 in (4 to 4.5 mm) contendo 8 a 20 flores de cor dourada. Após a floração, formam-se vagens de sementes glabras e crustáceas que são circundadas a espiraladas ou torcidas irregularmente. As vagens têm uma largura de 0.12 to 0.18 in (3 to 4.5 mm) com sementes dispostas longitudinalmente em seu interior. As sementes castanho-escuras brilhantes têm uma forma oblonga e um comprimento de 0.16 to 0.20 in (4 to 5 mm) com um arilo clavado que pode ter metade do comprimento da semente.

## Taxonomia
A espécie foi descrita formalmente pela primeira vez pelo botânico John Lindley em 1838 como parte do trabalho de Thomas Mitchell, Three Expeditions into the interior of Eastern Australia. Tem muitos sinônimos, incluindo Acacia acinacea var. acinacea e Racosperma acinaceum.
O epíteto específico, acinacea, deriva do latim para uma espada persa curta (acinaces) e faz referência à forma dos filódios.

## Distribuição
É endêmica e comum na maior parte de Victoria, sudeste da Austrália do Sul, sudeste de Nova Gales do Sul e Território da Capital Australiana. É frequentemente encontrado em regiões montanhosas e cresce bem em solos arenosos, franco-arenosos e pedregosos como parte de florestas de eucalipto, charnecas e comunidades de cerrados de mallee abertos. É uma espécie resistente, de floração livre, com requisitos de solo muito específicos. Os requisitos são que o solo seja bem drenado e não salino, embora possa tolerar muitos tipos diferentes.